# Anna Rogde
L’Anna Rogde est une goélette à deux mâts construite en 1868 par le constructeur naval Sigbjørn K. Birkeland au chantier de Bangsund (no), dans la municipalité de Namsos en Norvège.

Avec sa coque de clipper typique en bois, cette goélette semble être la plus ancienne à encore naviguer.

## Histoire
Il a été lancé le 20 août 1868 sous le nom de Anna af Bergen pour le commerce de marchandise périssable comme les fruits, le poisson et le thé. Ce nouveau type de goélette à coque hydrodynamique nécessitait aussi moins de membres d'équipage que les anciens bateaux à voiles carrées, ce qui réduisait les coûts et les temps de transport.
En 1872, il est racheté par Isak Rogde qui démarre une entreprise familiale de commerce maritime sur l'île de Kjotta proche de Harstad son nouveau port d'attache. Il prend aussi le nom d’Anna Rogde et restera la propriété de la famille Rogde jusqu'en 1972.
Il fera de nombreux voyages vers l'Espagne, le Portugal, les côtes de la mer Baltique… Il ira même jusqu'à Arkhangelsk et Mourmansk.
En 1899 il subira un ouragan sur les côtes du comté de Finnmark et perdra une partie de son gréement.
En 1919 il sera équipé d'un moteur Bolinder monocylindrique de 40 CV et d'une timonerie pour naviguer hors vent.
L’Anna Rogde est désarmé en 1972. Il est racheté par Aage et Magne Indahl en 1976. Sa restauration est entreprise avec le soutien du gouvernement norvégien. Un nouveau moteur a été installé en 1986.
Il sert de navire-charter pour les adolescents. Il participe à différents Tall Ships' Races et était présent au rassemblement de Brest 2004 et Brest 2008.
Il est visible au port d'Harstad, sur le quai du Centre culturel de la ville.